# Ballana recurvata
Ballana recurvata är en insektsart som beskrevs av Delong 1937. Ballana recurvata ingår i släktet Ballana och familjen dvärgstritar. Inga underarter finns listade i Catalogue of Life.